# Koberbrunn
Koberbrunn – wieś w dawnym powiecie szprotawskim, wysiedlona na początku XX wieku z powodu tworzenia poligonu wojskowego. Do 1992 znajdowała się na terenie sowieckiego poligonu wojskowego. Obecnie obszar po nieistniejącej wsi wchodzi w skład powiatu bolesławieckiego i leży w granicach poligonu Żagań-Świętoszów. 
Pierwotnie była to prawdopodobnie gospoda, a następnie osada na prawach gminy, założona w 1745 roku przy lokalnym trakcie komunikacyjnym i jednocześnie na południowej granicy księstwa głogowskiego.
Dzieje wsi po raz pierwszy opisał niemiecki nauczyciel Otto Philler z Małomic, bazując głównie na relacji ostatniego miejscowego nauczyciela Gustava Frenzel. Wieś jest naniesiona w pracach kartograficznych rysownika Friedricha Bernharda Wernera, figuruje również na mapie kartografa Matthaeusa Schubartha z 1736 roku. 